# Colin Pitchfork
Colin Pitchfork, britanski posiljevalec in morilec, * 23. marec 1961.
Bil je prvi, ki so ga na podlagi profiliranja DNA obsodili zaradi kaznivega dejanja. Prav tako je prva oseba, ki so jo obsodili s pomočjo množičnega pregledovanja vzorcev DNA. Tako je bil 22. januarja 1988 Pitchfork obsojen na dosmrtni zapor zaradi posilstva in umora dveh deklic.

## Zločini
Prva žrtev je bila petnajstletna Lynda Mann, ki se 21. novembra 1983 ni vrnila domov. Posiljeno in zadavljeno so našli naslednji dan. Na podlagi takrat dostopnih forenzičnih tehnik so lahko vzorec semenske tekočine iz njenega telesa povezali z osebo, ki ima A krvno skupino in katere encimski profil ustreza le 10% moških. Ker ni bilo drugih dokazov in sledi, je primer ostal odprt.
Druga žrtev je bila petnajstletna Dawn Ashworth, ki je izginila 31. julija 1986. Truplo so našli dva dni kasneje - bila je pretepena, posiljena in zadavljena. Sama narava zločina  pa se je ujemala s prvim. Forenzične preiskave semenske tekočine so podale iste rezultate kot pri zločinu Lynda Mann.

## Profiliranje DNA in aretacija
Medtem so na univerzi Leicester skupaj s forenzičnim  centrom (Forensic Science Servis, FSS) razvili DNA profiliranje in samo tehniko leta 1985 objavili. Tako so na podlagi genotipizacije DNA, izolirane iz obeh vzorcev semenske tekočine ugotovili, da je bil storilec isti.
Sedaj, ko so imeli znani profil storilca, je policija s pomočjo zaposlenih v forenzičnem centru izvedla masovno DNA profiliranje prebivalcev moškega spola. 5000 moškim, ki so živeli v lokalnem okolju, so odvzeli kri, a storilca niso našli. Kasneje so ugotovili, da je Colinov znanec namesto njega oddal svoj vzorec krvi. 19. septembra 1987 so Pitchforka aretirali, vzorca s kraja zločina pa sta se ujemala z njim. Obsojen je bil na doživljenjski zapor.